# Ramanawiczy (obwód homelski)
Ramanawiczy (biał. Раманавічы; ros. Романовичи, Romanowiczi; pol. hist. Romanowicze) – wieś na Białorusi, w obwodzie homelskim, w rejonie homelskim, w sielsowiecie Ułukauje, nad Ipucią. Od północy graniczy z eksklawą Homla o tej samej nazwie.
W pobliżu znajduje się przystanek kolejowy Ramanawiczy, położony na wschodniej obwodnicy kolejowej Homla.

## Historia
W XIX i w początkach XX w. położone były w Rosji, w guberni mohylewskiej, w powiecie homelskim. Istniała tu wówczas cegielnia i przeprawa promowa przez Ipuć. Następnie w granicach Związku Sowieckiego. Od 1991 w niepodległej Białorusi.